# تاريخ الإمبراطورية الروسية
يعد تاريخ الإمبراطورية الروسية جزءا من تاريخ روسيا، ويغطي الفترة الممتدة من لحظة تأسيسها على يد بطرس الأكبر في عام 1721 حتى لحظة سقوطها في أعقاب الثورة الروسية عام 1917 في عهد القيصر نيقولا الثاني.

علم الإمبراطورية الروسية

## التأسيس والسنوات الأولى

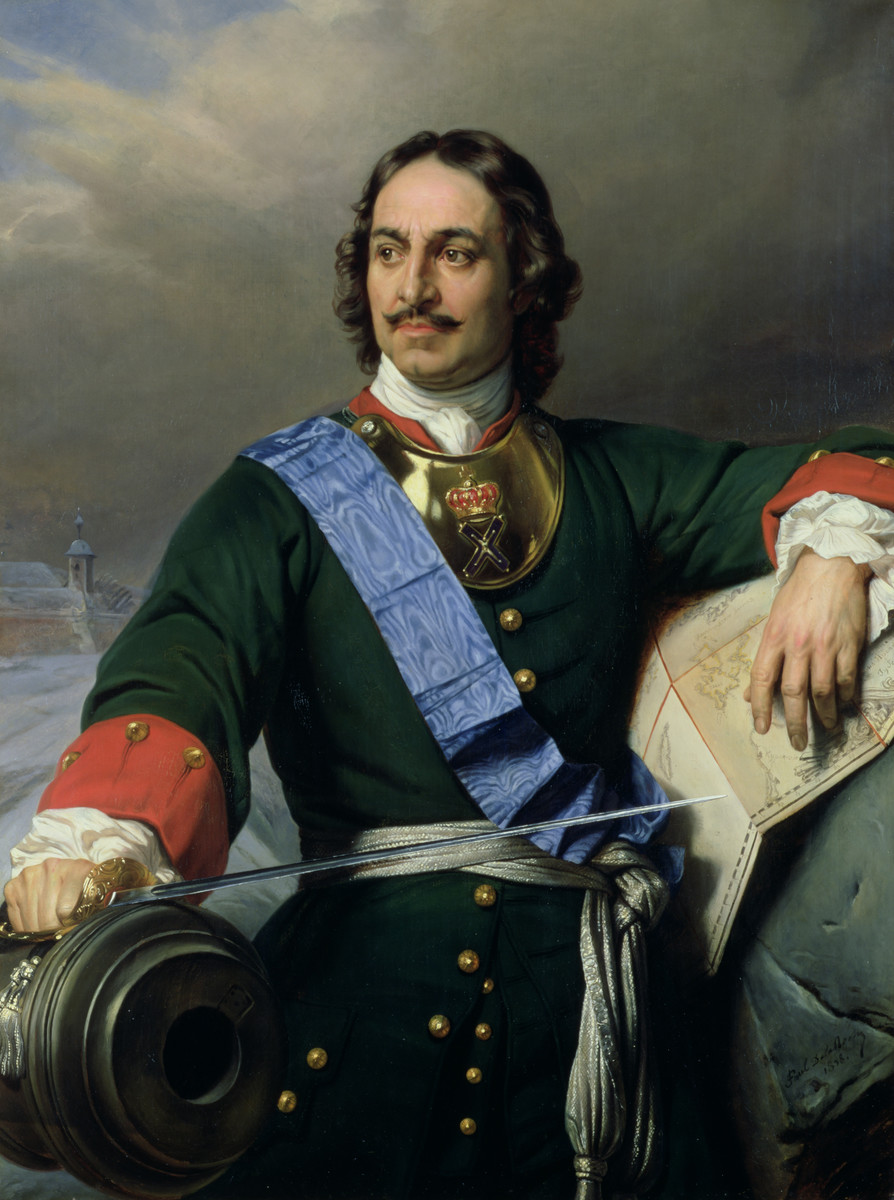
الإمبراطور بطرس الأكبر، مؤسس الإمبراطورية الروسية

تم تأسيس الإمبراطورية الروسية على يد بطرس الأول أو بطرس الأكبر في عام 1721. وسماه الروس بهذا الإسم لأنه أسس إمبراطوريتهم الكبيرة (الإمبراطورية الروسية). حكم بطرس الأكبر بمنطق الشخص الواحد في روسيا ولعب دوراً رئيسياً في جلب بلاده إلى نظام الدول الأوروبية ونقل الثقافة الروسية من الآسيوية إلى الأوروبية، وقام بالعديد من الإنجازات، فأصبحت روسيا أكبر دولة في العالم في عهده بعد أن ابتدت بدايةً متواضعة في القرن الرابع عشر تحت إسم دوقية موسكو. كانت الإمبراطورية الروسية موزعة على منطقة أوراسيا (منطقة تقع بين آسيا وأوروبا) من بحر البلطيق إلى المحيط الهادئ، وكانت قد أخذت بالتوسع منذ أوائل القرن السابع عشر، وبلغت أقصى حدودها في الفترة التي استوطن الروس فيها سيبيريا لأول مرة خلال منتصف القرن السابع عشر، وبعد استرداد كييف من سيطرة بولندا وإخماد فتنة القبائل في سيبيريا. إلا أنه على الرغم من كل هذا التوسّع، فإن هذه الأراضي الشاسعة لم يتجاوز عدد سكانها 14 مليون نسمة فقط. كانت غلة الحبوب والحنطة قليلة مقارنةً بتلك المنتجة في مزارع دول أوروبا الغربية، مما أدى إلى إجبار جميع السكان تقريباً على العمل في المزارع، باستثناء جزء صغير منهم عاشوا في المدن. استمرت فئة الخولوبس القريبة من الرقيق، كمؤسسة رئيسية في روسيا حتى سنة 1723 عندما غير بطرس الأكبر منزلة الأشخاص المنتمين إليها إلى أقنان منزليين، مما جعلهم غير معفيين من الضرائب، أما الخولوبس المزارعين فكانوا قد تحولوا إلى أقنان في عام 1679.
انبهر بطرس بشدة بالتقنيات المتقدمة، وفنون الحرب، والحنكة السياسية لدى الغرب. فأقدم على دراسة التكتيكات الحديثة وكيفية إقامة التحصينات وقام ببناء جيشاً قوياً قوامه 300,000 مقاتل يتألف من أعيانه الذين كانوا يجندون مدى الحياة، كما قام بدمج قوات الستريليتس في الجيش النظامي. في الفترة الممتدة بين عاميّ 1697 و1698، قام بطرس الأكبر بأول زيارة من نوعها إلى أوروبا الغربية، حيث ترك هو والوفد المرافق له انطباعاً عميقاً. خلع بطرس الأكبر لقب إمبراطور على نفسه إلى جانب لقبه الرسمي كقيصر احتفالاً بغزواته وفتوحاته العديدة، وأصبح موسكوفيتياً رسمياً للإمبراطورية في أواخر عام 1721.
قام بطرس الأكبر بأول هجماته على العثمانيين، ثم ركز على جهة الشمال، حيث كان ما يزال يفتقر إلى ميناء بحري آمن في تلك الأنحاء من دولته، باستثناء ميناء أرخانجيلسك على البحر الأبيض الذي يتجمد لمدة تسعة أشهر في السنة مما يجعله غير مناسب أبدا ليكون مرفأً عسكريًا. كان الامتداد الروسي إلى بحر البلطيق مصدوداً من قبل السويد، التي تحيط أراضيها ببحر البلطيق من ثلاث جهات. ولشدّة رغبة بطرس الأكبر بالحصول على ساحل على بحر البلطيق، قام في عام 1699 بإنشاء تحالف سري مع الكومنولث البولندي اللتواني ضد السويد، لكنه كان يحتاج إلى إنهاء الأزمة مع العثمانيين في الجنوب للتفرغ للسويد في الشمال، فقام بإقامة هدنة مع العثمانيين تستمر لثلاثين عاماً، وبعدها قامت الإمبراطورية الروسية في 19 أغسطس من عام 1700 بإعلان الحرب على السويد بحجة الإنتقام من إهانة بطرس الأكبر في ريغا مما أدى إلى نشوب حرب الشمال العظمى. انتهت الحرب في سنة 1721 عندما استنفذت قوى السويد ووافقت على السلام مع روسيا. وإنتهت الحرب بإنتصار روسيا فيها. وكان من نتائج الحرب أيضاً اكتساب روسيا أربع محافظات تقع جنوب وشرق خليج فنلندا، وبالتالي أمن بطرس الأكبر وصوله إلى بحر البلطيق، وهناك قام ببناء العاصمة الروسية الجديدة، سانت بطرسبرغ، والتي ستكون يوما ما واحدة من أهم مدن الروس بعدها. وصارت سانت بطرسبرغ بعدها عاصمة للإمبراطورية الروسية عوضاً عن موسكو، التي لطالما كانت المركز الإداري والسياسي والثقافي لروسيا.

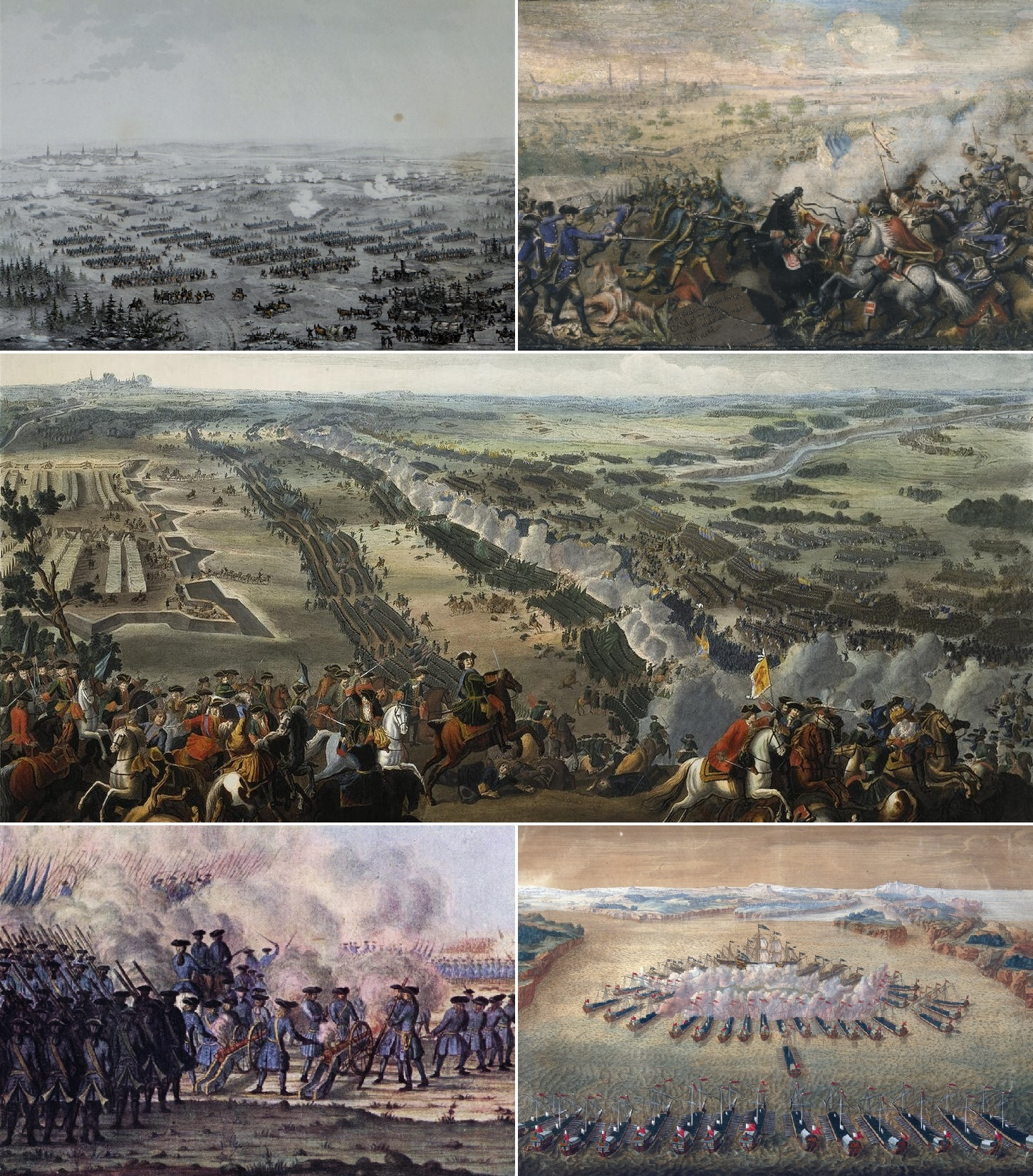
حرب الشمال العظمى

أعاد بطرس تنظيم حكومته وفقًا للأنظمة الغربية الحديث، وحول روسيا إلى دولة استبدادية. فعوض مجلس النبلاء القديم بمجلس شيوخ بتسعة أعضاء والذي كان في الحقيقة مجلساً أعلى للدولة. كما تم تقسيم الريف إلى مقاطعات ومناطق جديدة. وحصر بطرس الأكبر مهمة مجلس الشيوخ بجمع العائدات الضريبية، فكان من نتيجة ذلك أن تضاعفت عائدات الضرائب ثلاث مرات طوال عهده. دُمجت الكنيسة الأرثوذكسية جزئيًا في الهيكل الإداري للدولة وذلك كجزء من عملية إصلاح الحكومة، الأمر الذي جعلها أداة للدولة. وفي خطوة مشابهة أقدم بطرس الأكبر على إلغاء البطريركية واستعوضها بهيئة جماعية يُطلق عليها اسم المجمع المقدس، على رأسها مسؤول حكومي. وفي الوقت نفسه، قضى على ما تبقى من أنظمة الحكم الذاتي داخل الدولة واستمر بالتركيز على العمل بمبدأ خدمة الدولة من قبل جميع النبلاء دون أي استثناء.

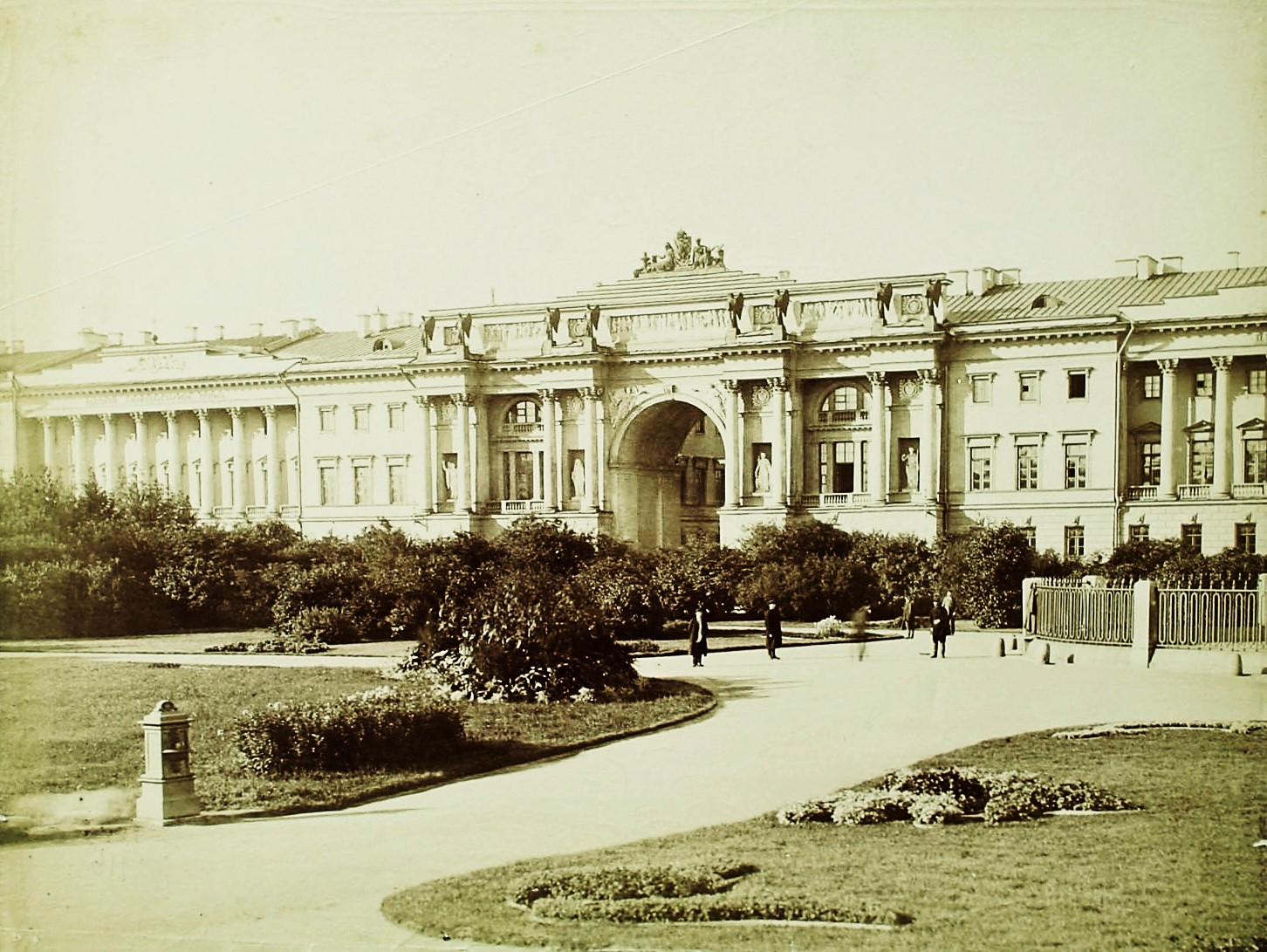
المجمع المقدس

توفي بطرس الأكبر سنة 1725، تاركًا وراءه خلافًا حول من سيخلفه، وكذلك بلدًا غير مستقر مستنفذ الموارد. أثار حكم بطرس الأكبر تساؤلات عديدة، منها إن كان تخلف روسيا ورداءة علاقتها بالغرب راجع إليه، ومدى ملاءمة إصلاحاته من عدمها، وغيرها من المشاكل الأساسية التي واجهت العديد من حكام روسيا الذين خلفوه لاحقًا. إلا أنه على الرغم من ذلك، يتفق المؤرخون على أن بطرس الأكبر هو من أرسى أسس الدولة الحديثة في روسيا.
كانت إنجازات بطرس الأكبر كثيرة، منها: إفتتاح جامعة سانت بطرسبرغ الحكومية، إنشاء أول صحيفة مطبوعة في روسيا، إنشاء أول متحف في روسيا، تأسيس أكاديمية سانت بطرسبرغ للعلوم في عام 1724، إنشاء أول مكتبة في روسيا، منع الزواج القسري، إصدار عدة مراسيم تمنع التمييز ضد الأطفال الغير شرعيين، تحسين التعليم وإنشاء هيكل الدولة الرئيسي، وغيرها.